# Tetramorium pinnipilum
Tetramorium pinnipilum är en myrart som beskrevs av Bolton 1980. Tetramorium pinnipilum ingår i släktet Tetramorium och familjen myror. Inga underarter finns listade i Catalogue of Life.

## Bildgalleri

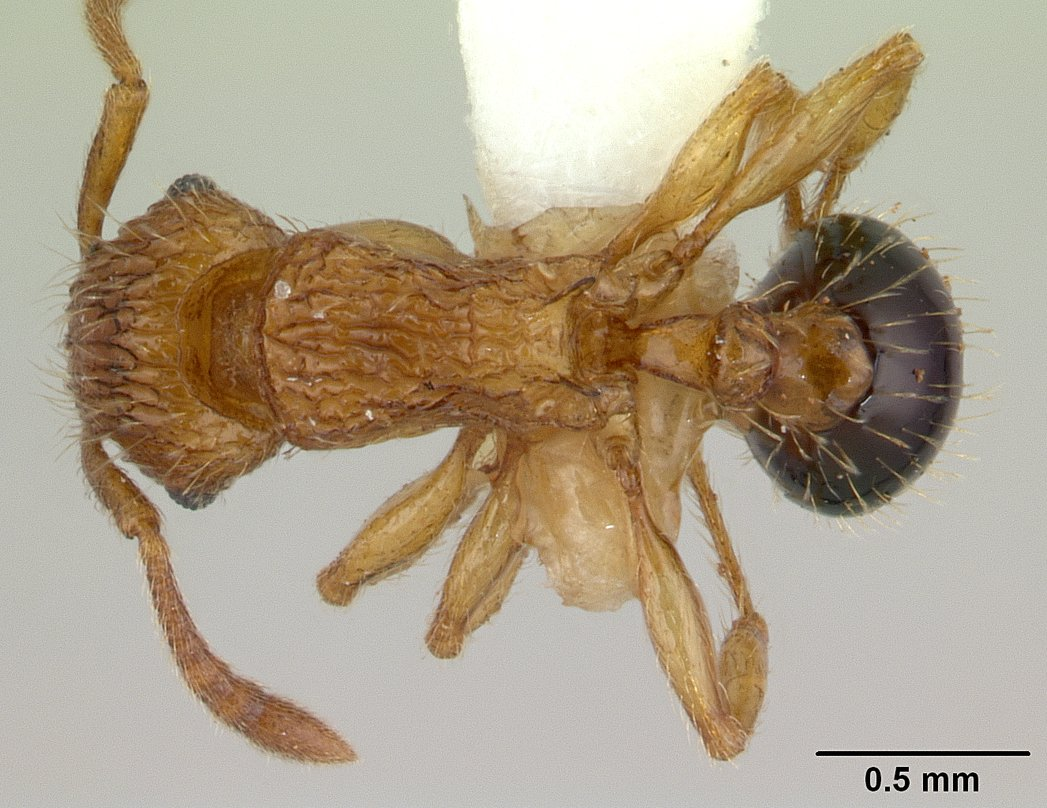
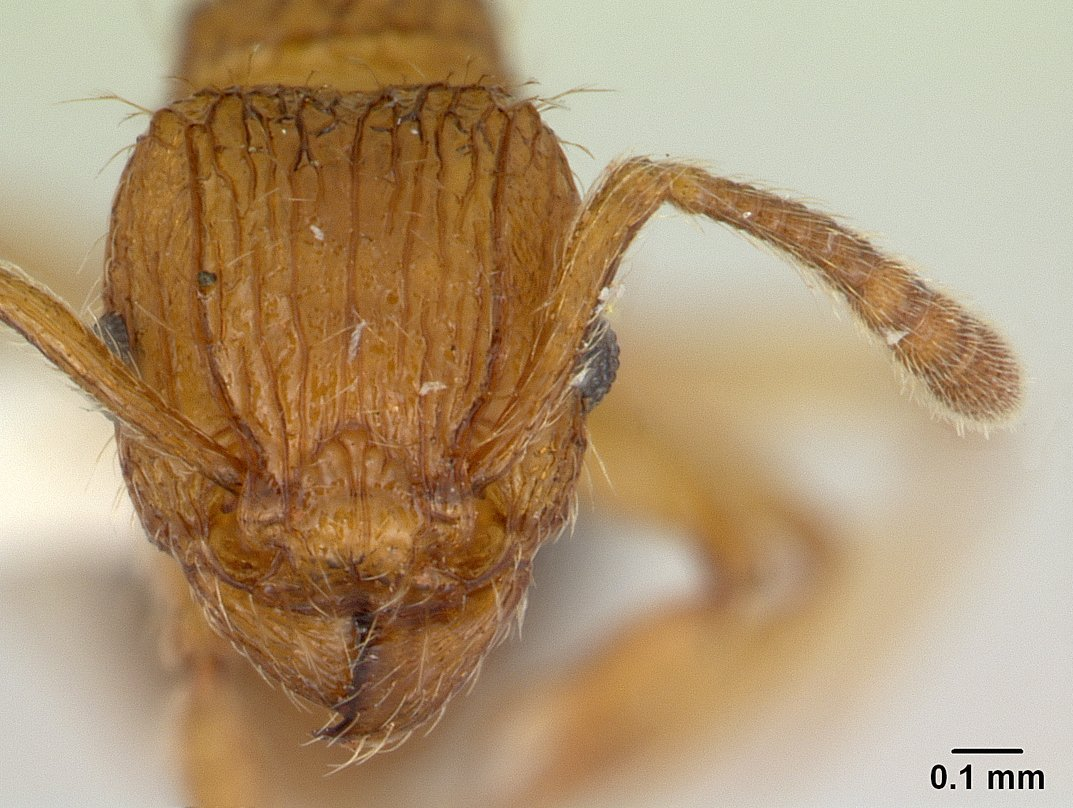
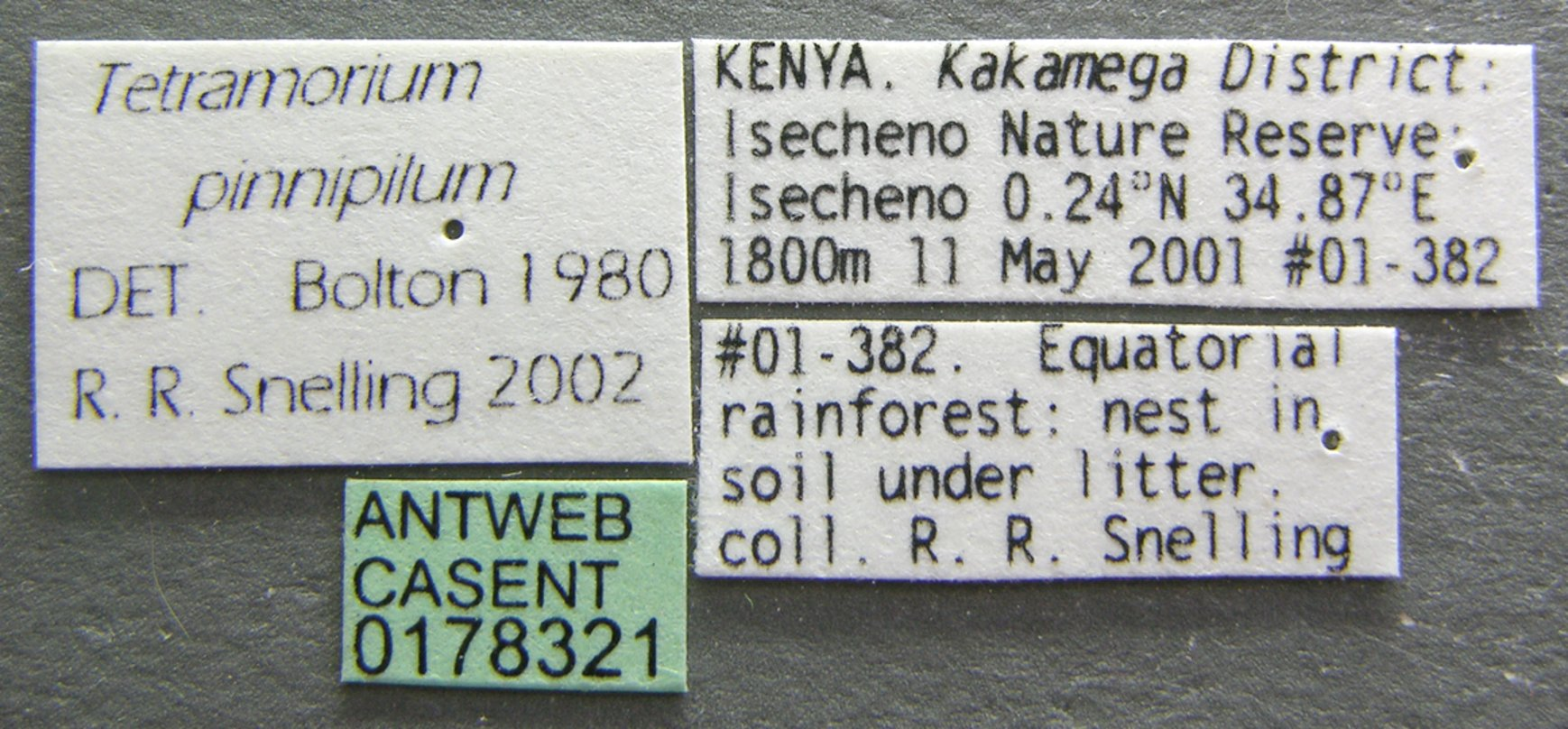
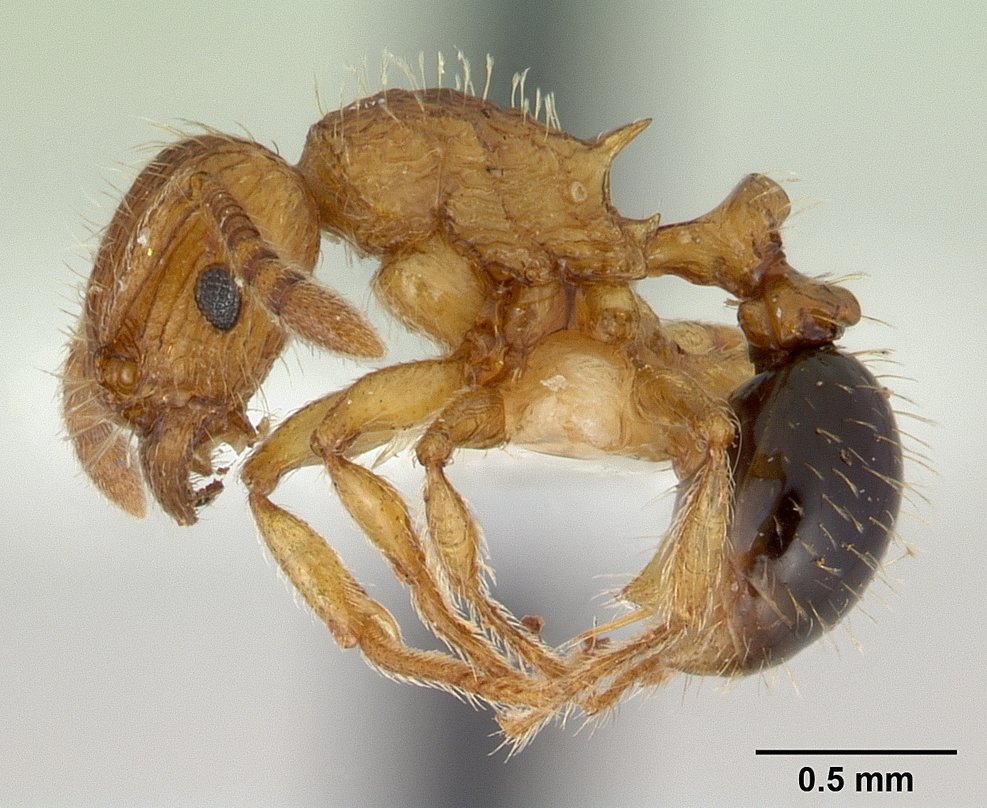